# Бошко Костић
Будимир Бошко Костић (Косовска Митровица, 5. фебруар 1935 — Београд, 26. октобар 2007) био је друштвено-политички радник СФР Југославије и СР Србије, електроинжењер, банкар, генерални директор спољно-трговинског предузећа „Прогрес”, као и низа банака у Југославији и иностранству.

## Биографија
Рођен је 5. фебруара 1935. године у Косовској Митровици. У родном граду је завршио основну школу и гимназију. По завршетку гимназије 1953. године, желео је да студира филозофију, али је на наговор оца уписао и дипломирао на Електротехничком факултету Универзитета у Београду. У чланство Комунистичке партије Југославије (КПЈ) примљен је 1952. године.
По завршетку студија и одслужењу војног рока, запослио се у „Електросрбији”, фабрици Динамо. Убрзо је отишао на стручно усавршавање у САД, у „Вестингхаус”. По повратку у Југославију, 1963. године, прелази у реекспортног гиганта „Прогрес”. У „Прогресу” је прошао комплетан пут, све до позиције генералног директора, коју је обављао четири године (1975—1979). У међувремену је и као службеник „Прогреса” извесно време провео у Америци. У лето 1979. године прелази на рад у „Удружену београдску банку”, и убрзо постаје директор агенције ове банке у Њујорку. У СФРЈ се враћа четири године касније и 1983. постаје генерални директор „Инвестбанке”. На овој позицији је провео пуних шест година, да би 1989. отишао у Лондон за првог човека „Англо-Југослав банке”. Време након распада СФРЈ, Костић је провео у Лондону бавећи се приватним бизнисом.
Последњи пут се у земљу вратио након Петооктобарских промена, 2000. године, када је постао председник Управног одбора „Рајфајзен банке” у Београду. На том месту је био до 1. новембра 2005. године, када постаје заменик председника УО. Такође се налазио и на местима потпредседника, а потом и председника Удружења банака Србије (УБС). Са тих позиција је знатно допринео сарадњи Удружења са Народном банком Србије (НБС). Недуго пре смрти био је изабран и за председника Савета страних инвеститора.
Умро је 26. октобра 2007. године у Београду. Сахрањен је на Новом гробљу у Београду.